# Gilles De Coninck
Gilles De Coninck, né le  16 décembre 1571 à Bailleul et décédé le  31 mai 1633 à Louvain, est un prêtre jésuite des Pays-Bas méridionaux, théologien moraliste et écrivain de renom. 

## Éléments de biographie
Entré le 15 octobre 1592 dans la  Compagnie de Jésus, il fait son noviciat à Tournai. À la fin de sa formation spirituelle et sacerdotale il est ordonné prêtre à Louvain le 21 avril 1601.
Élève et disciple de Leonardus Lessius il lui succède dans la chaire de théologie scolastique qu’il occupe durant 17 ans, au théologat jésuite de Louvain. Il en fut le préfet des études supérieures durant douze ans. 
Ses ouvrages de théologie morale sont très estimés de son temps. Comme moraliste il est connu pour son orthodoxie comme pour son bon sens en face de problèmes moraux de la vie quotidienne. Loin de la spéculation il cherche à aider les consciences. 
Ainsi il fut engagé dans une célèbre controverse avec le dominicain François-Hyacinthe Choquet (en), professeur à l’université de Louvain. Contre les rigoristes (et Choquet) De Coninck maintint la position selon laquelle l’absolution des péchés peut être donnée à un moribond inconscient, si tant est que l’on sait que ses dispositions habituelles sont bonnes. 
Théologien moraliste particulièrement estimé de saint Alphonse de Liguori, Giles De Coninck meurt à Louvain le 31 mai 1633.

## Écrits
- Commentariorum ac disputationum in universam doctrinam Divi Thomae de sacramentis et censuris, 2 vol., Anvers, 1616. (traité composé à la demande de Lessius, plusieurs fois revu et réimprimé)
- De moralitate, natura et effectibus actuum supernaturalium in genere, et fide, spe ac caritate speciatim, Anvers, 1623.
- Responsio ad dissertationem impugnantium absolutionem moribundi sensibus destituti, Anvers, 1625.
- (posthume) Disputationes theologicae de sanctissima Trinitate et divini Verbi incarnatione, Anvers, 1645.